# Megachile scindularia
Megachile scindularia är en biart som beskrevs av François du Buysson 1903. Megachile scindularia ingår i släktet tapetserarbin, och familjen buksamlarbin. Inga underarter finns listade i Catalogue of Life.